# Nancy Vickers
 (octobre 2016).
Pour les articles homonymes, voir Vickers (homonymie).
Nancy Vickers (née le 25 avril 1946 à Arvida), aussi connue sous le pseudonyme d'Anne Claire) est une romancière québécoise, autrice de romans, de contes et de récits poétiques.
Elle a reçu le Prix Trillium en 1997 pour Le pied de Sappho (paru sous le nom d’Anne Claire), et le Prix du livre d'Ottawa pour La Petite Vieille aux poupées.

## Biographie
Nancy Vickers naît le 25 avril 1946 à Arvida.
Nancy Vickers vit à Ottawa.

## Publications
Elle a publié douze ouvrages dont :
- Les Nuits de la Joconde, roman, publié sous le nom d'Anne Claire, Éditions Trois, Laval, 1999, 260 pages ;
- La Petite Vieille aux poupées, récit, Éditions Trois, Éditions David, Ottawa, Laval, 2002, 180 pages ; (ISBN 9782922109849) ;
- Les Satins du diable, roman, Les Éditions du Vermillon, Ottawa, 2002, 268 pages.  (ISBN 9781894547383) ;
- Le Rocher de l'Ange, conte, Les Éditions du Vermillon, Ottawa, 2005, 256 pages.  (ISBN 9781897058190) ;
- Aeterna : Le Jardin des immortelles, livre d'art poétique, Éditions David, Ottawa, 2008, 144 pages.  (ISBN 9782895970965) ;
- Maldoror, roman, Éditions David, 2016  (ISBN 9782895975496).